# Holy Brother Cycling Team
Holy Brother Cycling Team is een wielerploeg die een Chinese licentie heeft. De ploeg bestaat sinds 2010. Holy Brother komt uit in de continentale circuits van de UCI. Ma Quanjun is de manager van de ploeg.

## Samenstellingen

### 2014
| Naam          | Geboortedatum    | Nationaliteit | Ploeg 2013 |
| ------------- | ---------------- | ------------- | ---------- |
| Li Chao       | 11 februari 1992 | China         |            |
| Ma Ben        | 1 januari 1989   | China         |            |
| Man Jianren   | 20 november 1988 | China         |            |
| Wang Fengnian | 16 juni 1992     | China         |            |
| Wang Xiaohang | 20 juni 1992     | China         |            |
| Wei Baoxin    | 11 december 1991 | China         |            |
| Xu Junheng    | 30 december 1992 | China         |            |
| Xu Yulong     | 14 april 1990    | China         |            |
| Yue Hao       | 26 november 1992 | China         |            |
| Zhao Yiming   | 17 november 1992 | China         |            |

### 2013
| Naam          | Geboortedatum    | Nationaliteit | Ploeg 2012 |
| ------------- | ---------------- | ------------- | ---------- |
| Li Chao       | 11 februari 1992 | China         |            |
| Ma Ben        | 1 januari 1989   | China         |            |
| Man Jianren   | 20 november 1988 | China         |            |
| Wang Fengnian | 16 juni 1992     | China         |            |
| Wang Xiaohang | 20 juni 1992     | China         |            |
| Wei Baoxin    | 11 december 1991 | China         | Geen       |
| Xu Junheng    | 30 december 1992 | China         | Geen       |
| Xu Yulong     | 14 april 1990    | China         |            |
| Yue Hao       | 26 november 1992 | China         |            |
| Zhao Yiming   | 17 november 1992 | China         |            |